# Club tour
Club tour bylo první turné americké rockové skupiny Kiss. Tour propagovalo první album, které skupina nahrála během koncertování.

## Seznam písní

### První koncerty
1. Deuce
2. Watchin' You
3. Love Her All I Can
4. She
5. Simple Type
6. Keep Me Waiting
7. Want You Beside Me
8. Baby, Let Me Go
9. Firehouse
10. Black Diamond

### Pozdější koncerty
1. Deuce
2. Cold Gin
3. Nothin' to Lose
4. Strutter
5. Firehouse
6. Let Me Know
7. 100,000 Years
8. Black Diamond
9. Baby, Let Me Go

## Turné v datech
| Datum                      | Město                   | Země                   | Místo konání                                                                                   |
| -------------------------- | ----------------------- | ---------------------- | ---------------------------------------------------------------------------------------------- |
| 30. ledna 1973 2 koncerty  | Queens, New York        | Spojené státy americké | Coventry                                                                                       |
| 31. ledna 1973 2 koncerty  | Queens, New York        | Spojené státy americké | Coventry                                                                                       |
| 1. únor 1973 2 koncerty    | Queens, New York        | Spojené státy americké | Coventry                                                                                       |
| 9. března 1973 2 koncerty  | Amityville, New York    | Spojené státy americké | The Daisy                                                                                      |
| 10. března 1973 2 koncerty | Amityville, New York    | Spojené státy americké | The Daisy                                                                                      |
| 13. března 1973 2 koncerty | Amityville, New York    | Spojené státy americké | The Daisy                                                                                      |
| 14. března 1973 2 koncerty | Amityville, New York    | Spojené státy americké | The Daisy                                                                                      |
| 4. května 1973             | New York City, New York | Spojené státy americké | Bleecker Street Loft                                                                           |
| 26. května 1973            | Palisades, New York     | Spojené státy americké | Lamont Hall                                                                                    |
| 1. června 1973             | New York City, New York | Spojené státy americké | Bleecker Street Loft                                                                           |
| 8. června 1973 2 koncerty  | Amityville, New York    | Spojené státy americké | The Daisy                                                                                      |
| 9. června 1973 2 koncerty  | Amityville, New York    | Spojené státy americké | The Daisy                                                                                      |
| 15. června 1973 2 koncerty | Amityville, New York    | Spojené státy americké | The Daisy                                                                                      |
| 16. června 1973 2 koncerty | Amityville, New York    | Spojené státy americké | The Daisy                                                                                      |
| 13. července 1973          | New York City, New York | Spojené státy americké | Hotel Diplomat                                                                                 |
| 10. srpna 1973             | New York City, New York | Spojené státy americké | Hotel Diplomat                                                                                 |
| 17. srpna 1973 2 koncerty  | Amityville, New York    | Spojené státy americké | The Daisy                                                                                      |
| 18. srpna 1973 2 koncerty  | Amityville, New York    | Spojené státy americké | The Daisy                                                                                      |
| 24. srpna 1973 2 koncerty  | Amityville, New York    | Spojené státy americké | The Daisy                                                                                      |
| 25. srpna 1973 2 koncerty  | Amityville, New York    | Spojené státy americké | The Daisy                                                                                      |
| 31. srpna 1973             | Queens, New York        | Spojené státy americké | Coventry                                                                                       |
| 1. září 1973               | Queens, New York        | Spojené státy americké | Coventry                                                                                       |
| 21. prosince 1973          | Queens, New York        | Spojené státy americké | Coventry                                                                                       |
| 22. prosince 1973          | Queens, New York        | Spojené státy americké | Coventry Jde o nejstarší dochovaný záznam koncertu Kiss.Jak je vidět na Kissology Volume 1 & 3 |
| 31. prosince 1973          | New York City, New York | Spojené státy americké | Academy of Music Na tomto koncertu začnou hořet vlasy Gene Simmonse.                           |

## Sestava
KISS
- Paul Stanley - rytmická kytara, zpěv
- Gene Simmons - basová kytara, zpěv
- Ace Frehley - sólová kytara
- Peter Criss - bicí, zpěv